# قتال الطيف
قتال الطيف (بالإنجليزية: Shura no Toki)‏ (باليابانية: 修羅の刻) هي سلسلة أنمي ومانغا كتبت من طرف ماساتوشي كاواهارا تنشر في مجلة مجلة شونن جمب الشهرية من أبريل 1987 إلى سبتمبر 1996 وتم إنتاجها كأنمي في من طرف ستوديو كوميت في 6 أبريل 2004. تمت دبلجة الأنمي من قبل مركز الزهرة وعرض على قناة على قناة سبيس باور ولاحقا على قناة سبيستون

## القصة
تحكي أسطورة الأنمي عن زمن شاعت فيه الحروب, وظهر فيه مجموعة من الرجال الذين يقاتلون بدون أسلحة (سيوف أو غيرها) بل اعتمادا على المهارة القتالية الجسدية فقط وهم عائلة موتسو المشهورة بفنون قتال الطيف أو القتال بدون سلاح.
تأخذ القصة سيرة ثلاث أفراد من العائلة في عصور مختلفة وتحكي عن حبهم للخير وإنجازاتهم في الحروب ومساعدتهم للضعفاء.

## فريق العمل
| الشخصية                | المؤدي الياباني      | المؤدي العربي    |
| ---------------------- | -------------------- | ---------------- |
| ياغومو موتسو           | هيروكي تاكاهاشي      | زياد الرفاعي     |
| موساشي مياموتو         | تاكاشي ماتسوياما     | سعد لوستان       |
| شيوري/كيسشيمارو ماتابي | نوزومي ماسو          | همسة الحايك      |
| تاكاتو موتسو           | كوجي يوسا            | كامل نجمة        |
| تسوبورا                | ماسامي سوزوكي        | فاتن عيدو        |
| يوكي                   | يوكي كايدا           | أميرة حذيفى      |
| أيوري مياموتو          | كوكورو كيكوتشي (طفل) | فاطمة سعد        |
| ران                    | كاوري أسو            | هزار الحرك       |
| جي ماتابي              | هاري كانيكو          | مأمون الرفاعي    |
| إيزومي موتسو           | هوزمي غودا           | منصور أحمد مقدار |
| ساسوكي                 | تاداشي ميازاوا       | مروان فرحات      |
| أوكيتا سوجي            | يويتشي ناكامرا       | أيمن السالك      |
| تاكوان سوهو            | بون إشيهارا          | محمد خرماشو      |
| ساكاموتو ريوما         | أكيفومي إيندو        | مأمون الفرخ      |
| هيجيكاتا توشيزو        | تايتن كوسونوكي       | قاسم ملحو        |
| أيوري مياموتو          | هاري كانيكو (بالغ)   | رأفت بازو        |

## الممثلون
- زياد الرفاعي
- همسة الحايك
- سعد لوستان
- محمد خرماشو
- عادل أبو حسون
- منصور السلطي
- محمد خير أبو حسون
- كامل نجمة
- منصور أحمد مقدار
- مأمون الفرخ
- هزار الحرك
- رأفت بازو
- فاتن عيدو
- أميرة حذيفي
- يوسف المقبل
- نضال حمادي
- فداء المهندس
و
- فاطمة سعد
- مروان فرحات
- مأمون الرفاعي
- يحيى الكفري
- قاسم ملحو
- أيمن السالك
- مجد ظاظا
- محمد مصطفى - الراوي

## وصلات خارجية
- قتال الطيف على شبكة أخبار الأنمي